# Austinochernes zigzag
Espèce
Austinochernes zigzag est une espèce de pseudoscorpions de la famille des Chernetidae.

## Distribution
Cette espèce est endémique de Tasmanie en Australie. Elle se rencontre vers Launceston.

## Description
Le mâle holotype mesure 2,80 mm, les mâles mesurent de 2,40 à 2,80 mm.

## Systématique et taxinomie
Cette espèce a été décrite par Harvey en 2021.

## Étymologie
Son nom d'espèce lui a été donné en référence au lieu de sa découverte, Zigzag Track.

## Publication originale
- Harvey, 2021 : « A new genus of the pseudoscorpion family Chernetidae (Pseudoscorpiones) from southern Australia with Gondwanan affinities. » Journal of Arachnology, vol. 48, no 3, p. 300–310 (texte intégral).